# زواج المثليين في فنلندا
أصبح زواج المثليين (بالفنلندية: samaa sukupuolta olevien avioliitto)، (بالسويدية:  samkönat äktenskap) قانونيا في فنلندا منذ 1 مارس عام 2017. حيث وافق البرلمان الفنلندي على مشروع قانون يشرع زواج المثليين في البلاد يوم 12 ديسمبر 2014، ووقع عليه الرئيس ساولي نينيستو بتاريخ 20 فبراير عام 2015. وبسبب عدد من المتابعات والتنقيحات التشريعية، فإن القانون لم يدخل حيز التنفيذ حتى 1 مارس 2017.
سابقا، بين عامي 2002 و2017، كانت الشراكات المسجلة متاحة للشركاء المثليين. ومنحتهم حقوقا ومسؤوليات مماثلة للأزواج المغايرين، ولكن مع وجود بعض الاستثناءات مثل حقوق التبني المشترك وتشارك الكنية (أو الاسم العائلي).

## التاريخ

### الشراكات المسجلة
صوت البرلمان الفنلندي يوم 28 سبتمبر عام 2001 على قانون يسمح للشركاء المثليين بالدخول في شراكات مسجلة (بالفنلندية:  rekisteröity parisuhde)، (بالسويدية: registrerat partnerskap)  بتصويت 99 صوتا لصالحه مقابل 84 صوتا ضده (99-84). ودخل قانون الشراكات المسجلة حيز التنفيذ بتاريخ 1 مارس عام 2002. وكان القانون متاحا فقط للشركاء المثليين، إذ منحتهم حقوقا ومسؤوليات مماثلة للأزواج المغايرين، ولكن مع وجود بعض الاستثناءات مثل حقوق التبني المشترك وتشارك الكنية (أو الاسم العائلي). كان يتم تسجيل وحل الشراكات المسجلة، باستخدام إجراء مماثل للزواج المدني. كما منح التشريع حقوق الهجرة إلى الشريك المثلي الأجنبي لمواطن فنلندي.
راجع البرلمان في شهر مايو من عام 2009 قانوناً يسمح بتبني أحد الشريكين للطفل البيولوجي للشريك الآخر. أُلغي قانون الشراكات المسجلة في 1 مارس عام 2017، حيث أصبح من غير الممكن الدخول في شراكات مسجلة جديدة بعد ذلك، وبقيت الشراكات المسجلة الموجودة قبل ذلك، مع ترك اختيار الإبقاء عليها أو تحويلها إلى زواج.

### زواج المثليين

#### التاريخ البرلماني

##### الدورة البرلمانية 2007-2011
وفقا لدراسة استقصائية أجرتها صحيفة كوتيما المسيحية (بالفنلندية: Kotimaa)، في 11 مارس/آذار 2010، كان البرلمان الذي تم انتخابه في ربيع عام 2007 منقسما حول مسألة زواج المثليين، حيث كان أغلبية طفيفة ضده، إذ عارض 54 % منهم بينما دعم 46 % منهم قانون زواج محايد جنسانيا. كان ما نسبته 63% من نواب الحزب الاشتراكي الديمقراطي الفنلندي وجميع نواب الرابطة الخضراء، وتحالف اليسار يؤيدون زواج المثليين. وعارض زواج المثليين أغلب نواب حزب الائتلاف الوطني الفنلندي وحزب الديموقراطيين المسيحيين 
لكن، أفادت دراسة أجرتها جريدة هلسنغن سانومات في أبريل 2010 أن هناك دعمًا بين الأحزاب المختلفة لزواج المثليين وحقوق التبني المشتركة للأزواج المثلية. قال ترو تويونن، أمين حزب الائتلاف الوطني أن هناك مبادرة سيتم طرحها في مؤتمر الحزب المقبل حول زواج المثليين. وفي مؤتمر الحزب في يونيو في عام 2010، صوت مندوبو حزب الائتلاف الوطني لصالح قانون الزواج محايد جنسيا، على الرغم من أن نائب رئيس مجموعة نواب الحزب في البرلمان بن زيسكوويز كان لا يعتقد أنه سيتم الموافقة عليه من قبل الحزب خلال السنوات الأربع المقبلة على الأقل، نظرا لاعتقاده بأن أغلبية نواب الحزب آنذاك كانوا ضده زواج المثليين. قبل أسبوعين، وافق الحزب الاشتراكي الديمقراطي الفنلندي على إجراء لصالح زواج المثليين. كما يدعم تحالف اليسار والرابطة الخضراء ذلك.
قال وزير الخارجية حينها ألكسندر ستوب، الذي ألقى كلمة في حفل افتتاح أسبوع مسيرة فخر هلسنكي للمثليين في 28 يونيو/حزيران 2010، إنه يدعم قانون زواج محايد جنسياً مع حقوق التبني الكاملة للأزواج من نفس الجنس.
في 2 يوليو 2010، أعلن وزير العدل توييا براكس أن وزارة العدل ستقوم بإعداد إصلاح لقانون الزواج (بالفنلندية: Avioliittolaki)، (بالسويدية: Äktenskapslag) في خريف عام 2011. كان من الممكن أن يتم تقنين زواج المثليين بعد الانتخابات البرلمانية الفنلندية 2011، حيث تم التكهن لتحويلها إلى موضوع رئيسي،  على الرغم من استطلاع أغسطس 2010، قال 20% فقط من المستجيبين أن المسألة يجب أن تكون موضوعا رئيسيا.

##### الدورة البرلمانية 2011-2015
ووفقا لتطبيق الاستشارات الانتخابية من هلسنغن سانومات، كان 90 نائبا من ال200 نائبا في البرلمان المنتخب في عام 2011 يدعم أهلية الأزواج المثليين في التبني المشترك، في حين عارضه 93 نائبا. عند الانضمام إلى الحكومة الجديدة في عام 2011، طالب الديموقراطيون المسيحيون بضمانات بعدم وجود مشروع قانون حكومي لتشريع زواج المثليين. ومع ذلك، ووفقًا لتحالف اليسار، تم الاتفاق خلال المحادثات حول تشكيل الحكومة، على أنه إذا تم اقتراح مشروع قانون كمبادرة من قبل نواب فرديين، فيمكن الموافقة على مثل هذا القانون من قبل الأطراف الخمسة المتبقية في الحكومة:حزب الائتلاف الوطني الفنلندي، الحزب الاشتراكي الديمقراطي الفنلندي، تحالف اليسار، الرابطة الخضراء وحزب الشعب السويدي في فنلندا. تم تقديم الاقتراح التشريعي كمبادرة أحد النواب في 29 سبتمبر 2011.
في 21 مارس 2012، بعد خمسة أشهر من جمع التوقيعات بين النواب، تم تقديم مشروع قانون لتشريع زواج المثليين إلى البرلمان. وكان 76 من أصل 199 نائبا في التصويت قد وقعوا تأييدهم لمشروع القانون، وكان من المتوقع أن يصوت له عدد من الأعضاء الإضافيين، بما في ذلك رئيس الوزراء يوركي كتاينن. في 27 فبراير 2013، تم رفض مشروع القانون من قبل لجنة الشؤون القانونية في تصويت 8 أصوات لصالحه مقابل 9 أصوات ضده (8-9). وبعد أن رفض من قبل اللجنة، وضع مشروع قانون مماثل إلى الأمام كما مبادرة للمواطنين، من خلال حملة «نعم أوافق 2013» (بالفنلندية: Tahdon2013)، (بالإنجليزية: I do 2013)‏  وجمعت التوقيعات اللازمة لمشروع القانون بحلول 19 مارس 2013، 
وفي مساء اليوم الأول، جمعت المبادرة أكثر من 90,000 توقيع على الإنترنت، وبلغ مجموعها في نهاية المطاف 166'851 توقيعا، وكان الحد الأدنى المطلوب لمبادرة المواطنين لإرسالها إلى البرلمان هو 50,000 توقيع.
لم تكن مبادرات المواطنين ممكنة في فنلندا إلا منذ عام 2012. لذلك، في مارس 2013، كان من غير الواضح ما إذا كان سيتم النظر في مبادرة المواطنين على قدم المساواة مع مشروع قانون الحكومة (بالفنلندية: hallituksen esitys)، أو مبادرة النواب (بالفنلندية: lakialoite)،
يتم إعطاء الأفضلية للمبادرات التي يوقعها ما لا يقل عن 100 نائب في العملية التشريعية، بينما تموت في الغالب المبادرات ذات التوقيعات الأقل في نهاية الدورة التشريعية.
في أبريل 2013، أصدر رئيس مجلس نواب البرلمان توصيات حول كيفية سير مبادرات المواطنين في البرلمان. ترسل جميع المبادرات إلى لجنة تختارها الجلسة العامة للبرلمان. يجب على اللجنة إخطار الموقعين على المبادرة في غضون ستة أشهر حول كيفية تخطيط اللجنة للتعامل مع هذه المسألة (على سبيل المثال من خلال عقد جلسات استماع للمتخصصين)، أو التوصية بمبادرة التصويت في الجلسة العامة وما إلى ذلك. تعمل اللجنة بشكل مستقل ولها الحرية في التعامل مع المسألة.
انتهت عملية التوقيع على مبادرة زواج المثليين بعد فترة ستة أشهر في سبتمبر 2013، وتم تقديم المبادرة إلى البرلمان في 13 ديسمبر 2013. وفي فبراير 2014، تم إرسال المبادرة إلى لجنة الشؤون القانونية.
وصوتت اللجنة بالإجماع على تحديد موعد جلسة استماع عامة حول المبادرة في 13 مارس 2014. وبعد جلسة الاستماع العامة، ذكرت هيئة الإذاعة أوليسراديو أن المبادرة سيتم إرسالها إلى جلسة عامة ولن تموت في اللجنة. في 25 يونيو 2014، بعد جلسات استماع متعددة مع الخبراء، رفضت لجنة الشؤون القانونية مشروع القانون بتصويت 10-6. أوصت اللجنة بأن يرفض البرلمان مشروع القانون. لم يكن اثنان من الأعضاء حاضرين، على الرغم من اعتذاريهما لغيابهما، وذكرا أنه مشروع القانون كان سيفشل بتصويت 9-8 إذا حضر الجميع.
في 20 نوفمبر 2014، صوتت اللجنة 9-8 لتوصية البرلمان لرفض زواج المثليين. في القراءة الأولى لمشروع القانون في 28 نوفمبر 2014، لم يتم قبول هذه التوصية في الجلسة العامة للبرلمان، ب101 صوتا لصالحه و90 صوتا ضده، (101-90) وبالتالي الموافقة على التعديلات على قانون الزواج، مع إزالة الإشارات إلى الزوجين بعبارتي «الرجال» و «النساء». ليصبح أول مبادرة مواطنين يصوت عليها البرلمان الفنلندي.
نظرًا لعدم موافقة البرلمان على التوصية، واصلت اللجنة العليا النظر في المبادرة في 3 ديسمبر 2014، حيث تم التصويت 17 صوتا لصالح و8 أصوات ضد (17-8) لصالح الموافقة على المبادرة. تمت الموافقة على المبادرة ب101 صوتا لصالحه و90 صوتا ضده، (101-90) في الجلسة العامة في قراءتها الثانية في 12 ديسمبر وقد تم التوقيع عليه ليصبح قانونًا من قبل الرئيس الفنلندي ساولي نينيستو في 20 فبراير 2015. بالإضافة إلى التصويت النهائي، وافق البرلمان أيضًا على بيان يطالب الحكومة المقبلة بصياغة التعديلات اللازمة للقوانين الأخرى ذات الصلة لتتلاءم مع قانون الزواج. دخلت التعديلات على قانون الزواج حيز التنفيذ في 1 مارس 2017.
خلال سنة 2014، استقال الآلاف من الفنلنديين من الكنيسة، في أعقاب تصريحات أدلى بها مسؤولون كنسيون يدعمون فيها تشريع زواج المثليين.
| الحزب                               | نعم | لا | امتنع عن التصويت | غائب (لم يصوت) | العدد الإجمالي |
| ----------------------------------- | --- | -- | ---------------- | -------------- | -------------- |
| حزب الائتلاف الوطني الفنلندي        | 26  | 15 | 0                | 3              | 44             |
| الحزب الاشتراكي الديمقراطي الفنلندي | 36  | 3  | 0                | 2              | 41             |
| الفنلنديون الحقيقيون                | 1   | 35 | 0                | 1              | 37             |
| حزب الوسط الفنلندي                  | 6   | 29 | 1                | 0              | 36             |
| تحالف اليسار                        | 12  | 0  | 0                | 0              | 12             |
| حزب الشعب السويدي في فنلنداa        | 9   | 1  | 0                | 0              | 10             |
| الديموقراطيون المسيحيون             | 0   | 6  | 0                | 0              | 6              |
| الرابطة الخضراء                     | 9   | 0  | 0                | 1              | 10             |
| منشقون عن تحالف اليسار              | 2   | 0  | 0                | 0              | 2              |
| تغيير 2011                          | 0   | 1  | 0                | 0              | 1              |
| العدد الإجمالي                      | 101 | 90 | 1                | 7              | b199           |

a. المجموعة البرلمانية للفنلنديين الذين يتحدثون السويدية تتكون من تسعة مقاعد لحزب الشعب السويدي وعضو واحد مستقل يمثل منطقة الحكم الذاتي في جزر أولاند.
b. رئيس البرلمان لا يصوت إلا في ظروف غير عادية، على الرغم من أنه أو أنها واحد أو واحدة من 200 من أعضاء البرلمان.

##### الدورة البرلمانية 2015–2019
بعد الانتخابات البرلمانية الفنلندية في 19 أبريل 2015، تم تشكيل حكومة أكثر محافظة تتكون من حزب الوسط الفنلندي وحزب الفنلنديون الحقيقيون وحزب الائتلاف الوطني الفنلندي. على الرغم من أن أغلبية نوابهم قد صوتوا ضد زواج المثليين، كان من المفترض أن تطرح الحكومة تعديلات على أعمال أخرى لا تزال صياغتها تشير إلى الزوجين «رجل» و «امرأة». في حين كان أغلبية نواب حزب الفنلنيديين الحقيقيين يرون ضرورة إلغاء التعديلات على قانون الزواج، إلا أن الطرفان الآخران يختلفان معها بشكل عام. وكانت أحزاب المعارضة، باستثناء الحزب الديمقراطي المسيحي، تؤيد تماما تقريبا تعديل الأفعال الأخرى لتتلاءم مع قانون الزواج.
في 22 أكتوبر 2015، بدأ البرلمان في مناقشة التشريعات لتعديل القوانين الأخرى التي لا تزال لديها إشارات محددة للأزواج المغايرين فقط. وقال وزير العدل ياري ليندستروم من حزب الفنلنديين الحقيقيين، الذي قدم مشروع القانون، إنه فعل ذلك رغم معارضته الشخصية. في 11 ديسمبر 2015، أوصت لجنة الشؤون القانونية باعتماد مشروع القانون مع التعديلات. في 17 فبراير 2016، وافق البرلمان على مشروع القانون في تصويت 106 صوتا لصالحه و42 صوتا ضده (106-42).وقع عليه الرئيس في 8 أبريل 2016 ودخل حيز التنفيذ في 1 مارس 2017، في نفس يوم دخول التعديلات على قانون الزواج حيز التنفيذ. من بين القوانين المعدلة كان قانون نظام المعلومات السكانية والخدمات الموثوقة لمركز سجل السكان (661/2009)، وقانون الاعتراف القانوني بالمتحولين جنسياً (563/2002) وقانون الحرية الدينية (453/2003).
| الحزب                               | صوت لصالح | صوت ضد | غائب (لم يصوت) |
| ----------------------------------- | --------- | ------ | -------------- |
| حزب الوسط الفنلندي                  | 22        | 12     | 15             |
| الفنلنديون الحقيقيون                | 3         | 24     | 11b            |
| حزب الائتلاف الوطني الفنلندي        | 25        | –      | 12             |
| الحزب الاشتراكي الديمقراطي الفنلندي | 25        | 1      | 8              |
| الرابطة الخضراء                     | 14        | –      | 1              |
| تحالف اليسار                        | 10        | –      | 2              |
| حزب الشعب السويدي في فنلنداa        | 7         | –      | 3              |
| الديموقراطيون المسيحيون             | –         | 5      | –              |
| العدد الإجمالي                      | 106       | 42     | 52             |

a. المجموعة البرلمانية للفنلنديين الذين يتحدثون السويدية تتكون من تسعة مقاعد لحزب الشعب السويدي وعضو واحد مستقل يمثل منطقة الحكم الذاتي في جزر أولاند.
b. رئيس البرلمان لا يصوت إلا في ظروف غير عادية، على الرغم من أنه أو أنها واحد أو واحدة من 200 من أعضاء البرلمان.
تم تقديم مشروع قانون منفصل لإجراء التعديلات اللازمة المتعلقة بالمزايا الاجتماعية وخدمات الرعاية الاجتماعية والصحية من قبل الحكومة في 3 نوفمبر 2016، ووافق عليها البرلمان، في تصويت 128 صوتا لصالحه مقابل 28 صوتا ضد (128-28)، في 13 ديسمبر 2016، وقع عليها الرئيس في 13 يناير 2017 ودخلت حيز التنفيذ مع التعديلات على قانون الزواج في 1 مارس 2017.
| الحزب                               | صوت لصالح | صوت ضد | امتنع عن التصويت | غائب (لم يصوت) |
| ----------------------------------- | --------- | ------ | ---------------- | -------------- |
| حزب الوسط الفنلندي                  | 41        | –      | –                | 8              |
| الفنلنديون الحقيقيون                | 13        | 14     | –                | 6b             |
| حزب الائتلاف الوطني الفنلندي        | 24        | –      | –                | 13             |
| الحزب الاشتراكي الديمقراطي الفنلندي | 29        | –      | –                | 6              |
| الرابطة الخضراء                     | 12        | –      | –                | 3              |
| تحالف اليسار                        | 9         | –      | –                | 3              |
| حزب الشعب السويدي في فنلنداa        | –         | 9      | –                | 1              |
| الديموقراطيون المسيحيون             | –         | 5      | –                | –              |
| العدد الإجمالي                      | 128       | 28     | 4                | 40             |

a. المجموعة البرلمانية للفنلنديين الذين يتحدثون السويدية تتكون من تسعة مقاعد لحزب الشعب السويدي وعضو واحد مستقل يمثل منطقة الحكم الذاتي في جزر أولاند.
b. رئيس البرلمان لا يصوت إلا في ظروف غير عادية، على الرغم من أنه أو أنها واحد أو واحدة من 200 من أعضاء البرلمان.
c. صوت تسعة نواب من حزب الشعب السويدي الذين كانوا حاضرين ضد مشروع القانون، على الرغم من أن المجموعة بأكملها أيدت ذلك.
د. أبلغ كل من عضو البرلمان عن الحزب الاشتراكي الديمقراطي الفنلندي هنري والين وعضوة البرلمان الفنلندي ميكا نييكو أنهما كانا ينويان التصويت ب«لا».
بدأت مبادرة للمواطنين في 29 مارس 2015 بهدف إلغاء التعديلات على قانون الزواج لتشريع زواج المثليين. جمعت المبادرة ما يقرب من 110,000 توقيع بحلول 29 سبتمبر 2015 وتم تقديمها إلى البرلمان في 22 يونيو 2016. في 8 سبتمبر 2016، تم إرسالها إلى لجنة الشؤون القانونية بعد مناقشة عامة. في 15 فبراير 2017، أوصت اللجنة بأن يرفض البرلمان المبادرة. في 17 فبراير 2017، صوت البرلمان على قبول توصية اللجنة بتصويت 120 صوتا لصالح ذلك و48 صوتا ضده (120-48) مع امتناع عضوين عن التصويت، وبالتالي عدم الموافقة على المبادرة.
| الحزب                               | صوت لصالح | صوت ضد | امتنع عن التصويت | غائب (لم يصوت) |
| ----------------------------------- | --------- | ------ | ---------------- | -------------- |
| حزب الوسط الفنلندي                  | 26        | 13     | 2                | 8              |
| الفنلنديون الحقيقيون                | 3         | 28     | –                | 6b             |
| حزب الائتلاف الوطني الفنلندي        | 31        | 1      | –                | 5              |
| الحزب الاشتراكي الديمقراطي الفنلندي | 30        | 1      | –                | 4              |
| الرابطة الخضراء                     | 13        | –      | –                | 2              |
| تحالف اليسار                        | 11        | –      | –                | 1              |
| حزب الشعب السويدي في فنلنداa        | 6         | –      | –                | 4              |
| الديموقراطيون المسيحيون             | –         | 5      | –                | –              |
| العدد الإجمالي                      | 120       | 48     | 2                | 30             |

a. المجموعة البرلمانية للفنلنديين الذين يتحدثون السويدية تتكون من تسعة مقاعد لحزب الشعب السويدي وعضو واحد مستقل يمثل منطقة الحكم الذاتي في جزر أولاند.
b. رئيس البرلمان لا يصوت إلا في ظروف غير عادية، على الرغم من أنه أو أنها واحد أو واحدة من 200 من أعضاء البرلمان.
c. وقد صرحت عضوة البرلمان عن الحزب الاشتراكي الديمقراطي الفنلندي إيفا بياوديت وعضوة البرلمان عن الرابطة الخضراء كريستا ميكونن بأنهم قد صوّتوا بشكل غير صحيح، لأنهم كلاهما مسجلون بأنهم غائبون للتصويت. كان كلاهما يعتزم التصويت ب«نعم» على تقرير اللجنة. 

#### إحصائيات
خلال الشهر الأول من دخول قانون زواج المثليين حيز التنفيذ (أي مارس 2017) تم عقد ما مجموعه 857 حالة زواج مثلي: كانت منها 87 حالة زواج مثلي جديدة، بينما تم تحويل 770 شراكة مسجلة إلى حالات زواج مثلي خلال نفس الفترة.
بين مارس وأغسطس 2017، تم عقد ما مجموعه 1578 حالة زواج مثلي: كانت منها 456 زواج مثلي، بينما تم تحويل 1,122 شراكة مسجلة إلى حالات زواج مثلي خلال نفس الفترة.

#### الرأي العام
نما دعم زواج المثليين في فنلندا بشكل تدريجي منذ عام 2000. قدر استطلاع للرأي أجراه الاتحاد الأوروبي في كانون الأول/ديسمبر 2006 الدعم الفنلندي لزواج المثليين بنسبة 45%، في حين أظهر استطلاع أجرته هيئة الإذاعة أوليسراديو في آب/أغسطس 2010 أن نسبة التأييد بلغت 54%، بينما عارضه 35%. في يناير 2013، أظهر استطلاع للرأي أجرته مؤسسة يوجوف أن الدعم قد ارتفع إلى 57%، مع معارضة 32% منهم و 12% غير متأكدين. في نفس الاستطلاع، كان دعم تبني المثليين للأطفال 51 ٪، مع معارضة 36٪ و 13٪ غير متأكدين. وجد استطلاع أجرته مؤسسة تالوستوتكيمس في مارس 2013 أن 58% من الفنلنديين يؤيدون زواج المثليين.
وجدت دراسة استقصائية أجريت في آذار/مارس 2014 من قبل مؤسسة تالوستوتكيمس أن 65% من الفنلنديين يؤيدون زواج المثليين، في حين يعارضه 27% وكان 8‰ مترددين في الإجابة. وجد استطلاع آخر في مارس 2014 أن 57٪ أيدوا تبني المثليين للأطفال، بينما عارضه 36٪.
أظهر استطلاع يونيو 2014 أنه من بين رجال الدين من الكنيسة الإنجيلية اللوثرية، أيد 44% قانون الزواج محايد جنسياً، في حين عارض 41% منهم وكان 15% محايدين. أيد 60% مباركة الكنيسة لزواج المثليين. قال 28% أن الكنيسة يجب أن تتخلى عن واجب أداء ومباركة جميع الزيجات إذا تم تمرير قانون زواج محايد جنسيا.
وجد استطلاع يوروباروميتر لعام 2015 أن 66٪ من الفنلنديين يعتقدون أنه يجب السماح بزواج المثليين في جميع أنحاء أوروبا، بينما كان 28٪ ضد ذلك.
أظهر استطلاع أجراه مركز بيو للدراسات خلال الفترة الممتدة ما بين أبريل وأغسطس من عام 2017 ونُشِرَ في مايو 2018، أن 64% من الفنلنديين يؤيدون زواج المثليين، ونسبة 26% يعارضونه و 10% لا يعرفون أو يرفضون الإجابة. وعند تقسيم ممن شملهم الاستطلاع تبعاً للدين؛ فإن نسب تأييد حق زواج المثليين توزعت بنسبة 84% من الأشخاص غير المرتبطين بأي دين، و62% من المسيحيين غير الممارسين للشعائر الدينية و30% من المسيحيين المرتادين للكنائس يؤيدون زواج المثليين. كانت نسبة معارضة زواج المثليين 12% فقط من قبل من هم في الفئة العمرية مابين 18-34.

#### الأهمية الإقليمية
كانت فنلندا آخر دولة من دول الشمال الأوروبي تقنن زواج المثليين. على الرغم من أن هذا التغيير قد جعلها تتماشى مع جاراتها من بلدان الشمال الأوروبي، إلا أن هذا يمثل اختلافًا كبيرًا في نهج روسيا المجاورة، التي مارست تاريخياً نفوذاً في شؤون فنلندا ولها سياسات معادية لحقوق المثليين.